# ベントン母型彫刻機
ベントン母型彫刻機（ベントンぼけいちょうこくき）は、活版印刷に使用する活字の母型・父型を製作する彫刻機。日本国内では1948年に国産化・量産され、ほとんどが活字母型彫刻機として使用された。
アメリカの活字鋳造会社ATFのリン・ボイド・ベントン（Linn Boyd Benton,  1844年 - 1932年）が父型彫刻機として発明、1885年特許を得た 。発明（完成）年については、1884年とする見方、1885年とする見方がある。

## 日本での導入
日本では1922年に三省堂の亀井寅雄、今井直一がATFから導入した。この際、ATFは「彫刻機は社内用で外販は考えていない」と主張したが、「三省堂は活字メーカーではなく、製造した活字を外販することはない。したがって、ATFのビジネスに影響を与えることもない」と交渉し、提供を受けることに成功。内閣所管の印刷局（現国立印刷局）が1912年に彫刻機の提供を受けていたが、研究用であり、実使用したことはなかった。亀井は1919年に印刷局を見学した際、彫刻機に着目した。
この彫刻機が実用化されるまでは、種字彫刻師が各サイズの原寸で逆字（左文字、裏文字ともいう。鏡文字のこと）を手作業で彫った父型（原寸種字）から母型を製作していた。この方法は限られた才能の持ち主による熟練した名人芸的技術によるところが大きい。
三省堂では1931年に明朝漢字の彫刻に着手した。実際のところ、ATFは彫刻機を欧文活字でしか使用しておらず、複雑で多様な日本語の活字に適用するためには、さまざまなノウハウの蓄積が必要だったという。1940年には5.5ポイント活字を完成するに至る。この5.5ポイント活字は『明解国語辞典』（1943年）に使われた。『明解国語辞典』は現代の小型国語辞典の原形として名高いが、その印刷も清刷りを写真製版で縮小する方法を採らず、原寸で作った活字から電胎版を起こすというベントン彫刻機の技術を生かしたものだった。

### 国産化
第二次世界大戦後の1948年、津上製作所（現ツガミ）が、大日本印刷の発注、三省堂などの協力を受けて「活字パントグラフ」として国産化した。この津上製の彫刻機は、毎日新聞社の主導により量産され、活字メーカーや印刷関連企業に広く導入された。

### 運用と影響
通常、5センチ角または2インチ角の紙にレタリングした原字（原図）を撮影し、写真製版により亜鉛板を腐蝕させ、墨を入れた文字の部分が凹んだパターンを作る。パターンの凹みを彫刻機のフォロアと呼ばれる針でなぞると、パンタグラフ機構によりカッターが真鍮を原字通りに縮小彫刻して母型が得られる。
これにより印刷書体のデザインは、以前のオプティカルスケーリング（線質やフトコロを調整するなど、大小に応じて最適な形にすること）から、リニアスケーリング（比例対応方式）に移行し、一つのパターンで複数のサイズの母型を作るようになった。
戦時体制・空襲被害からの復興、活字や母型の劣化・不足、種字彫刻師不足、当用漢字対応といった状況下で、活字の製造は大幅に効率化され、印刷品質も飛躍的に向上した。
一方で、フォロアやカッターの先端に太さがあるために細かい表現ができず、特に手彫りの種字にあった鋭さが失われたといった批判もあった。